# Mercedes Vila
Mercedes Vila, (1975) és una científica espanyola, llicenciada en Físiques i des de 2003 doctora per la Universitat Autònoma de Madrid. Treballa en el departament de Química Inorgànica i Bioinorgánica d'aquesta magteixa universitat, on desenvolupa materials per a la reconstrucció de la pèrdua de massa òssia, amb el que es pretén millorar la qualitat de vida de malalts de certes lesions (en millorar el seu tractament) i patologies, com són el càncer ossi o l'osteoporosi.
La recerca de Mercedes Vila se centra en la producció de biomaterials que poden contribuir a la rehabilitació i tractament de malalties que porten una pèrdua parcial de massa òssia, tals com el Càncer d'Os o l'Osteoporosi.
Mercedes Vila ha passat cinc anys com a investigadora en la Facultat de Farmàcia (Universitat Complutense de Madrid, Espanya), en un dels grups europeus més destacats de Nanomedicina i Medicina Regenerativa.
Els seus treballs se centren en el disseny i aplicacions de les nanopartícules com a vectors per a la formació d'imatges i la hipertèrmia de tumors, la comprensió de nanopartícules-cèl·lules interaccionis, i l'estudi de l'estimulació del creixement cel·lular mitjançant la utilització d'estímuls físics externs.
Al novembre de 2010 va ser guardonada, al costat de quatre científiques més (Isabel Lastres Becker, Ana Briones Alonso, Elena Ramírez Parra i María Antonia Herrero), amb el Premi L'oreal – UNESCO “Per les dones en la Ciència”, amb una dotació de 15000 € amb la qual es vol premiar la labor de recerca que realitzen dones de menys de 40 anys per donar suport al paper de la dona en la ciència, reconèixer-ho i ajudar a la conciliació de la vida laboral i familiar.
En 2013 va començar a investigar a la Universitat d'Aveiro (Portugal) com a Investigador Principal, exercint el càrrec de coordinadora del laboratori per a aplicacions de grafeno en Nanomedicina.